# Château de Boisse (Tarn)
Pour l’article homonyme, voir Château de Boisse.
Le château de Boisse est un château-fort situé à Bournazel dans le Tarn (France).
C'est un bel édifice, bien que petit, du XVe siècle ayant appartenu à l'officier de marine Armand de Saint-Félix.

## Historique
Le château de Boisse date dans sa majeure partie du XVe siècle, même s'il est largement remanié au XVIe siècle.
Il entre dans le patrimoine de la famille Dalès, qui deviendra famille d'Alès, à la fin du XVIe siècle. Ses membres habiteront encore longtemps l'édifice, et l'on trouve encore un descendant de la famille en 1758, Jean d'Alès, y vivant avec sa femme Marceline-Antoinette de Gautier de Boisset. Il vendra la demeure, et son père, Albert (1687 - 1749), fut donc le dernier d'Alès à naître et mourir seigneur de Boisse.
Il est par la suite racheté par le vice-amiral Armand de Saint-Félix, et il reste dans la famille de ce dernier jusqu'au début du XXe siècle.
Il est alors transformé en une ferme par un certain monsieur Perrier, racheté par Cristobal Gavira puis une famille d'origine russe pendant la deuxième guerre mondiale. C'est depuis les années 50 et aujourd'hui encore le centre d'une exploitation agricole et viticole sous l'appellation contrôlée Gaillac, appartenant à la famille Pelras.

## Architecture
Le château de Boisse, se compose d'un unique corps de logis, autour duquel s'articulent trois tours. Celles-ci sont toutes trois circulaires. La première, plus haute et plus épaisse que les autres est coiffée d'un toit en tuiles, comme le corps de logis. Elle est placée en plein centre de la façade Est, et sert aussi de porte d'entrée. Cette dernière est encadrée de deux meurtrières en croix, tandis qu'une autre se trouve au-dessus d'elle. Elle est surmontée d'un écu martelé, sûrement à la Révolution française, qui représentait sûrement les armes de la famille d'Alès. La tour possède aussi deux autres ouvertures, dont une fenêtre à meneaux. Il demeure trois corbeaux surmontant la porte d'entrée, laissant à penser qu'il pouvait s'y trouver une bretèche ou un hourd.
Les deux autres tours, coiffées d'ardoises, sont plus petites et flanquent le corps de logis aux angles Nord et Sud de la façade Ouest. Cette façade se trouvant en bordure d'un promontoire, la cave voûtée présente des meurtrières permettant de défendre ce vallon en contrebas.

## Famille d'Alès
La famille d'Alès, d'Alest ou Dalès d'Anduse, est une famille noble aujourd'hui éteinte, originaire du Languedoc.

### Origine
Elle est issue de la maison d'Anduze, dont certains membres étaient seigneurs ou comtes d'Alès depuis Bernard III (1080 - 1128). C'est donc de cette seigneurie que la famille tient son nom.
La branche principale s'établit dans l'albigeois, à Albi et à Saliès, avec Amédée d'Alès. Aux XVe et XVIe siècles, différentes alliances font que la famille prend plutôt racine autour de Cordes. Entre 1612 et 1724, cinq maîtres des Eaux et Forêts pyrénéens sont issus de la famille,. Dans le même temps, une branche secondaire de la famille, les d'Alès de Boscaud (ou Boscaut) possèdent le château de la Bogne, à proximité. Puis entre 1763 et 1768, la famille, mentionnée sous le nom Dalles de Boisse, est titrée seigneur de Lacrousille à Virac.
A la révolution, les biens de la famille sont confisqués et deux prêtres de la famille, l'abbé Raymond et son frère Victor (curé de Cazelles) sont envoyés au bagne en Guyane. Le premier meurt en déportation, et le second revient en France en 1801.

### Lignée[10]
- Bernard IV d'Anduse, comte d'Alès ;
- Roger d'Anduse (XIIIe siècle), seigneur de la Voûte et de Rochemaure. De son mariage avec Béatrix de Comminges viennent :
  - Amédée d'Alès, qui suit,
  - Bermond d'Anduse, ancêtre du maréchal Jean de Saint-Bonnet de Toiras.

- Amédée d'Alès, seigneur de Rochemaure, qui s'installe dans l'albigeois ;
- Bermond d'Alès, seigneur de Rochemaure et de Saliès. De son mariage avec Endie de Rabastens vient :
- Bernard d'Alès ( - vers 1386), seigneur de Saliès. De son mariage avec Agnès Dupuy (famille du Puy-Montbrun) vient :
- Bermond II d'Alès, qui avait épouse Béatrix de Roquefeuil :
- Jean-Bernard d'Alès ( - vers 1463), seigneur de Castanet et de la Cahusagarie. Il possède le château de Castanet, et épouse une de ses cousines éloignées, Sibile d'Alès :
- Raimond-Charles d'Alès,seigneur de Castanet et de la Cahusagarie. Il est capitaine de cinquante hommes et épouse le 20 juin 1458, Isidore de Sales au château de Livers.
- Bernard II d'Alès, seigneur de Castanet, de Boisse et de la Cahusagarie. Il est le premier membre de la famille à obtenir le château de Boisse. Il épouse Elix de la Barthe-Thermes le 5 septembre 1500 :
- Jean d'Alès ( - vers 1591), seigneur de Castanet et de Boisse. Il combat durant toute sa vie auprès du roi de Navarre, en tant que son écuyer. Il épouse Marguerite de Laffont le 26 décembre 1543.